# Дарданел (језеро)
Дарданел (енгл. Lake Dardanelle) је вештачко језеро у Сједињеним Америчким Државама. Налази се на територији америчке савезне државе Арканзас. Површина језера износи 140 km².